# Штернберк (Оломоуцкий край)
Штернберк (чеш. Šternberk; старое название Штернберг, нем. Sternberg) — город в восточной Чехии в районе Оломоуц Оломоуцкого края.
Город Штернберк находится в центре исторического региона Моравия .
Административно разделён на 5 районов: Штернберк, Далов, Кракоржице, Тешиков, Хабичов.

## История

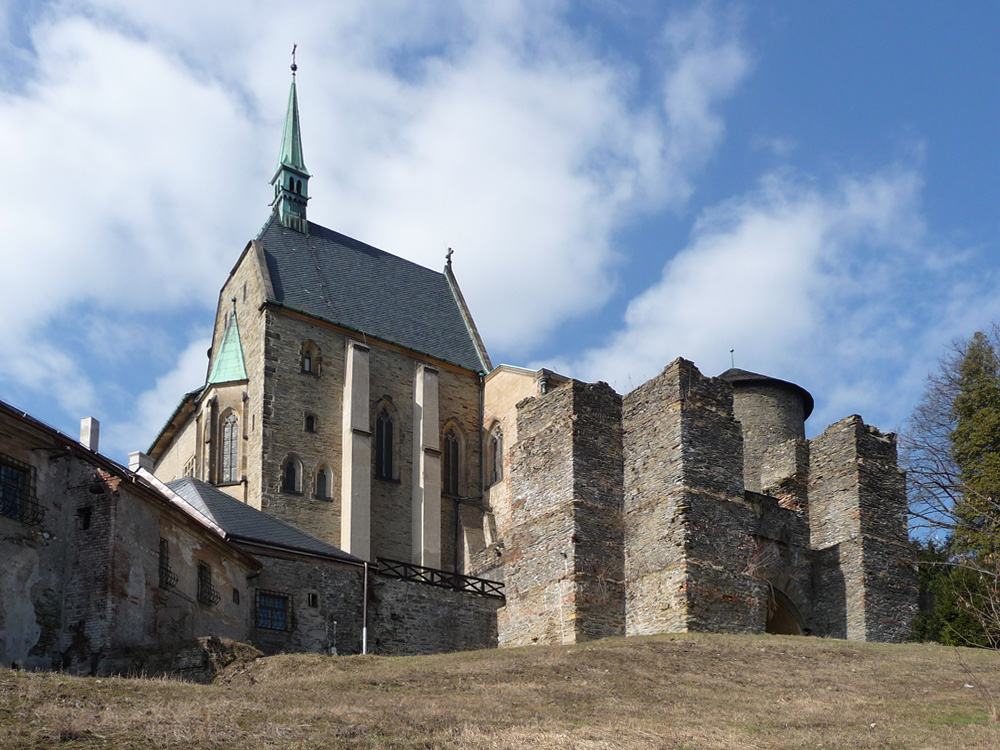
Замок Штернберк

Первое письменное упоминание о Штернберке датируется 1296 годом (civitas Sternberch). В XIII веке здесь был сооружён замок, вокруг которого возникло поселение, основателем которого считается владелец замка, моравский пан Альбрехт I из Штернберка. В 1371 году Альбрехт III из Штернберка основал в городе монастырь каноников-августинцев (учредительная грамота была подписана Альбрехтом 4 марта) при храме Благовещения Девы Марии. В 1430—1432 годах Штернберк находился в руках гуситов. В 1538 году сильный пожар полностью уничтожил город, монастырь и замок.
В 1805 году во время войн с Наполеоном здесь состоялась встреча императоров Александра I и Франца II Габсбурга.
Город принадлежал представителям Лихтенштейнского дома.
После окончания Второй мировой войны всё немецкое население Штернберка было выселено из города.

## Достопримечательности
Вся центральная часть города площадью 78 га является историческим памятником местного значения (с 1991). Здесь находятся 61 зарегистрированный памятник культуры. Штернберку было присвоено звание исторического города 2008 года.

## Население
| Год  | Численность | Численность |
| ---- | ----------- | ----------- |
| 1869 | 13 509      | [ 3 ]       |
| 1880 | 15 750      | [ 7 ]       |
| 1890 | 16 917      | [ 7 ]       |
| 1900 | 17 890      | [ 7 ]       |
| 1910 | 14 601      | [ 3 ]       |
| 1921 | 16 204      | [ 7 ]       |
| 1930 | 15 532      | [ 7 ]       |
| 1950 | 10 010      | [ 3 ]       |
| 1961 | 11 873      | [ 7 ]       |
| 1970 | 13 213      | [ 7 ]       |
| 1980 | 13 808      | [ 7 ]       |
| 1991 | 14 916      | [ 3 ]       |
| 2001 | 14 144      | [ 7 ]       |
| 2011 | 13 574      | [ 3 ]       |
| 2016 | 13 551      | [ 8 ]       |
| 2017 | 13 476      | [ 9 ]       |
| 2018 | 13 481      | [ 10 ]      |
| 2019 | 13 495      | [ 11 ]      |
| 2020 | 13 440      | [ 12 ]      |
| 2021 | 13 388      | [ 13 ]      |
| 2022 | 13 144      | [ 14 ]      |
| 2023 | 13 239      | [ 15 ]      |
| 2024 | 13 264      | [ 5 ]       |

## Города-побратимы
- Гюнцбург, Германия
- Добшина, Словакия
- Кобюр[вд], Польша
- Кунгсбакка[вд], Швеция
- Лорш, Германия